# 泄歸泥
泄歸泥（？—？），三國時期鮮卑西鮮卑君主之一，是三國時期鮮卑西鮮卑第二任君主，接替蒲頭，在位年期不詳。
現時資料只知此王是扶罗韩之子。軻比能杀扶罗韩，泄归泥归附軻比能。軻比能善待他。泄归泥的叔叔步度根劝泄归泥和軻比能决裂，泄归泥率领其部落逃归步度根。228年，軻比能女婿鬱築鞬殺害曹魏使者夏舍。曹魏護烏桓校尉田豫率領西部鮮卑蒲頭、泄歸泥出塞討伐鬱築鞬。233年，軻比能与步度根联合，泄归泥依附軻比能侵犯并州，杀略吏民。魏明帝派遣骁骑将军秦朗征伐，泄歸泥率部众降魏，封归义王，赐幢麾、曲盖、鼓吹，居于并州。
| 前任： 蒲頭 | 三國西鮮卑君主 | 繼任： — |